# Tongshan, Xianning
Tongshan är ett härad i Hubei-provinsen i centrala Kina. Huvudort är köpingen Tongyang.

## Geografi och sevärdheter
Tongshan är beläget vid floden Fushuis övre lopp i den sydöstra delen av Hubei, nära gränsen till Jiangxi-provinsen.
Bland ortens sevärdheter finns nationalparken i Jiugongshan och rebellhövdingen Li Zichengs grav.

## Historia
Häradets historia kan spåras tillbaka till Sui- och Tangdynastierna och det fick sitt nuvarande namn under Songdynastin. Under Qingdynastin lydde häradet under prefekturen Wuchang. Idag tillhör orten Xiannings stad på prefekturnivå.

## Galleri

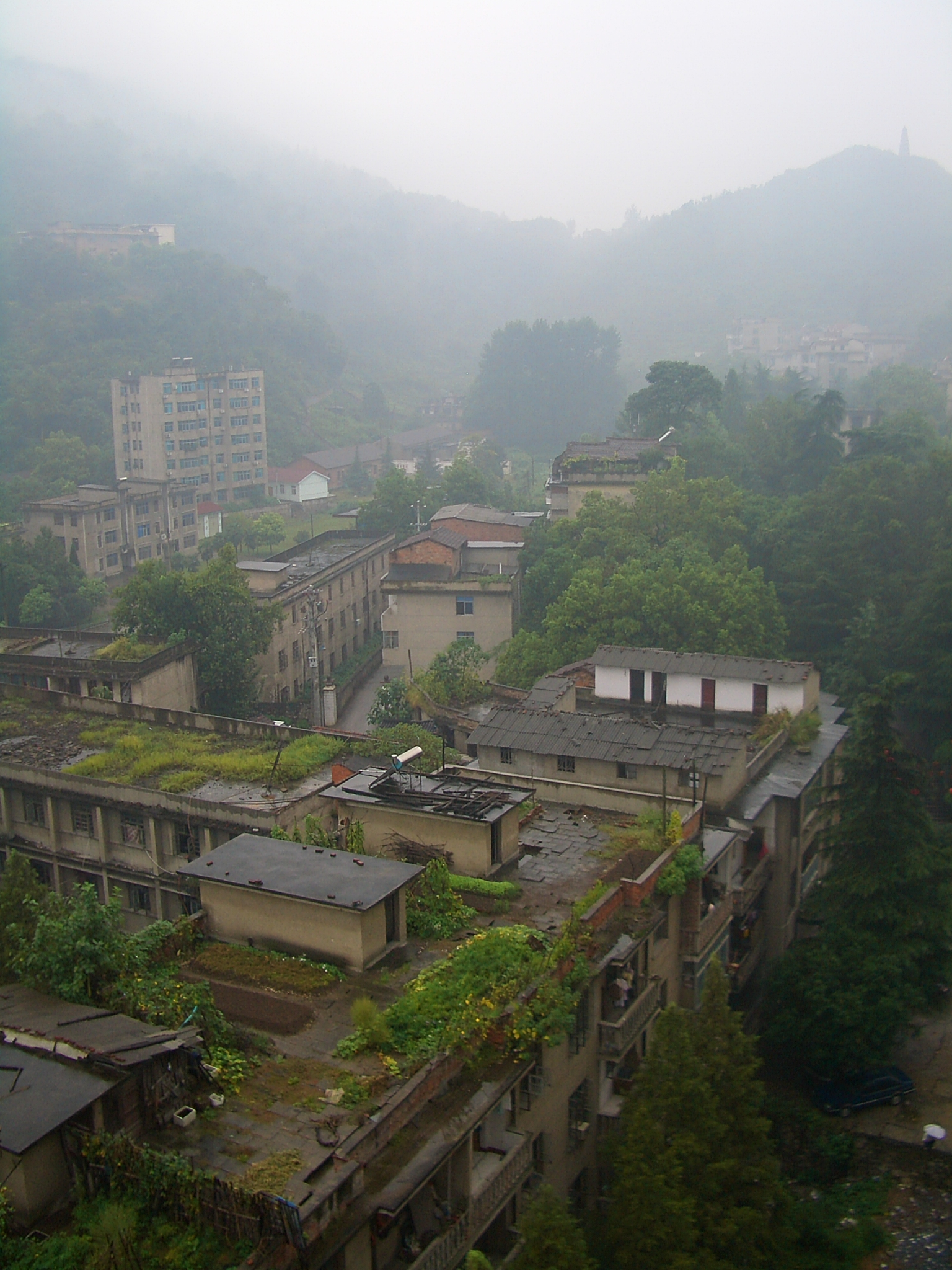
Bostäder i Tongyang. De gröna taken används för grönsaksodling.
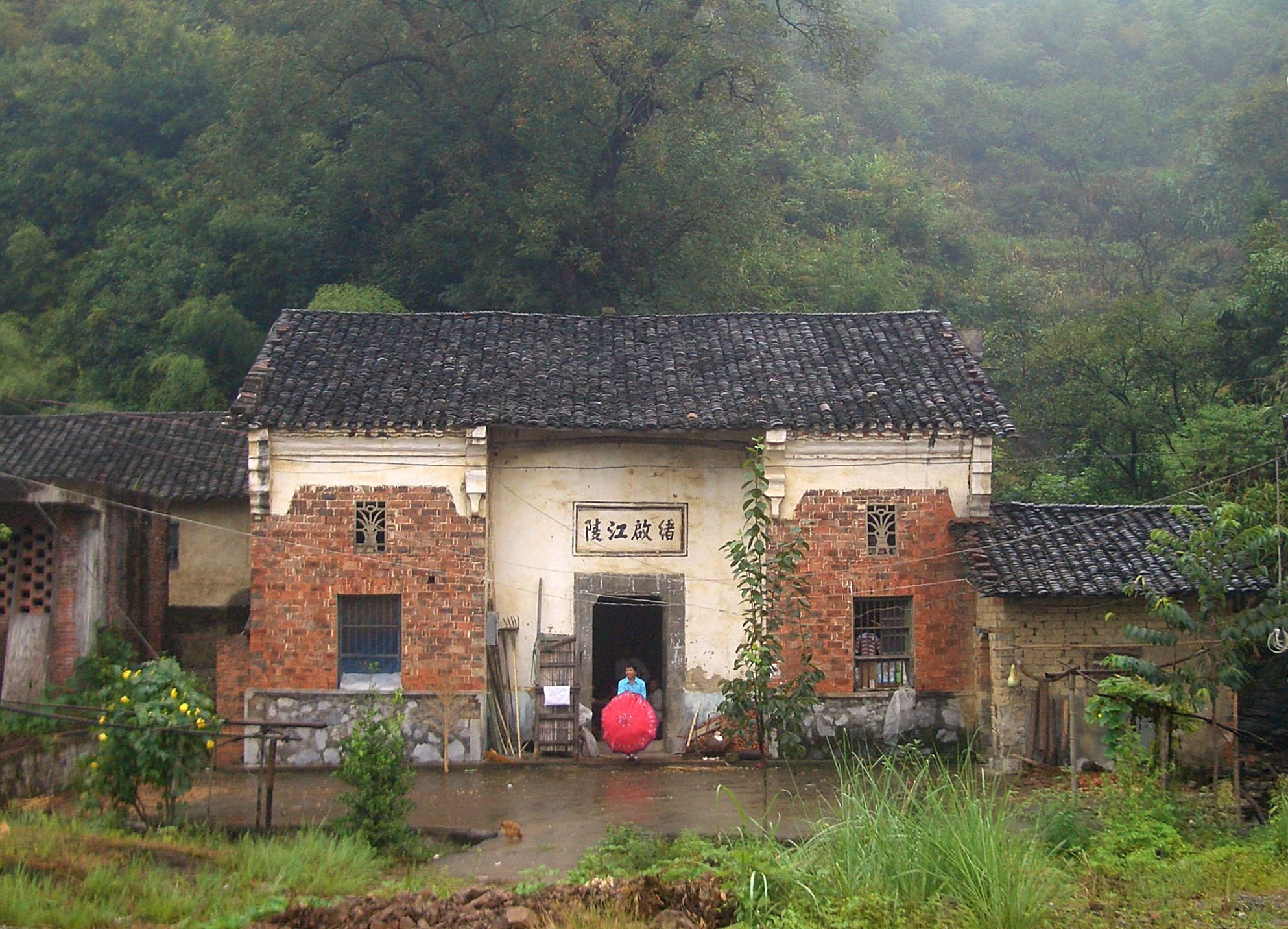
En traditionell bostad på landsbygden.
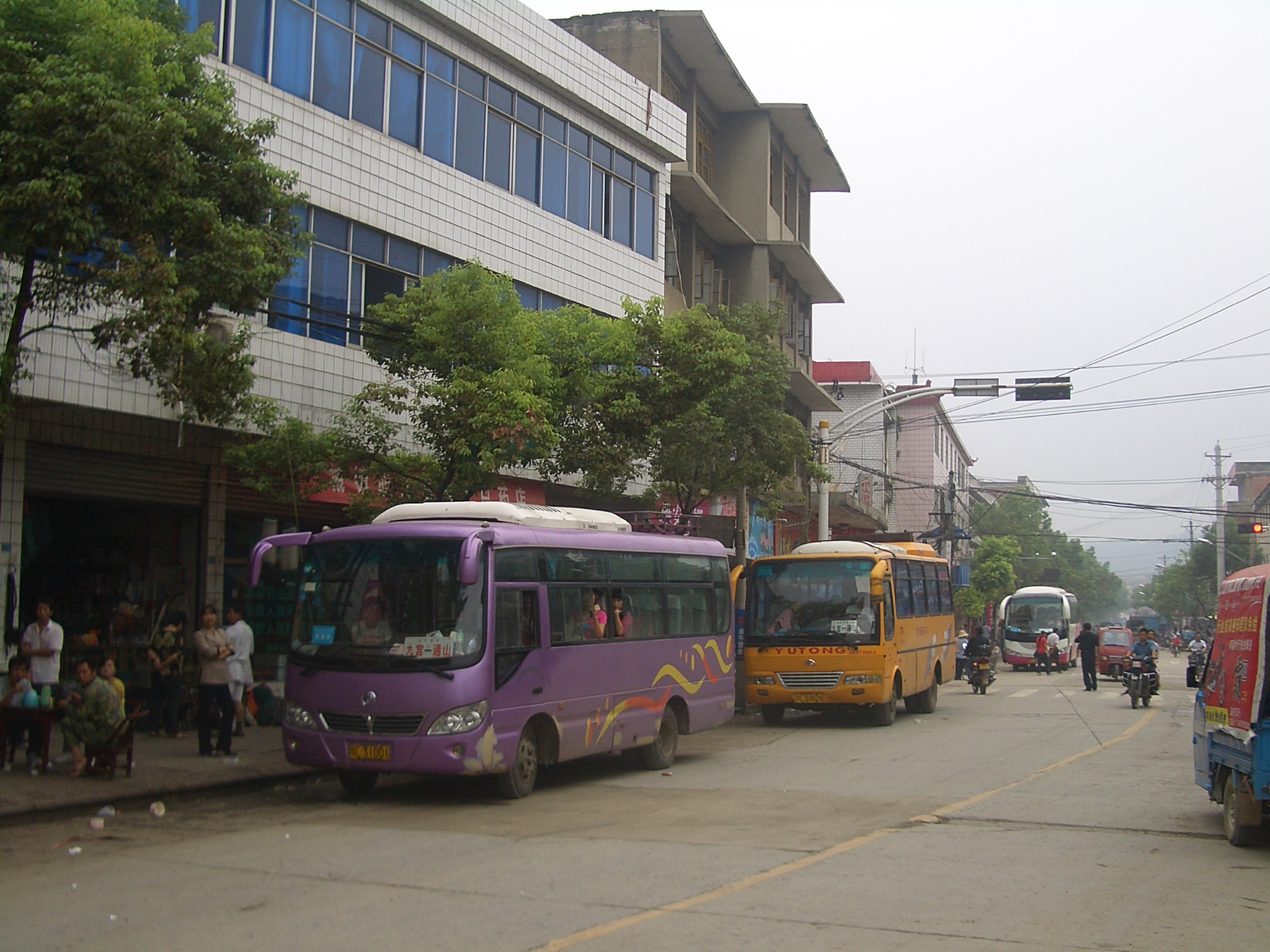
Lokalbussar i Hengshitan